# Běchovice (druhá tvrz)
Druhá tvrz v Běchovicích je zaniklé panské sídlo v Praze 9. Stála v místech bývalého Lichtenštejnského dvora, později Státního statku čp. 2, západně od starší tvrze - později zájezdního hostince.

## Historie
Jeden z běchovických dvorů měl k roku 1332 v majetku pražský měšťan Mikuláš Fridinger, jehož syn Smil roku 1348 ves rozšířil. Oba užívali zdejší predikát „z Běchovic“. Staroměstský měšťan Jan Litoměřický koupil dvůr roku 1353, později jej držel syn kramáře Seidla Jindřich. Od Jindřicha získal statek klášter svaté Kateřiny z Nového Města pražského výměnou za dvůr v Sobíně. Po husitských bouřích byl kolem roku 1420 zdejší církevní majetek zabrán Pražany.
Tvrz zde byla vystavěna pravděpodobně až za nových vlastníků. Majitelé se zde střídali až do roku 1439, kdy Tůma Penízek svoji část Běchovic klášteru svaté Kateřiny vrátil. Tvrz poté roku 1508 vypálil Jiřík Kopidlanský z Kopidlna a od toho roku již zůstala pustá. Pak její zbytky spolu s dalším běchovickým zbožím získal majitel Sluštic a z této doby (rok 1543) pochází  první písemná zpráva o tvrzi.
Na tvrzišti byl v 18. století vybudován lichtenštejnský dvůr, který po roce 1945 zabral Státní statek hlavního města Prahy.